# Louis von Zerbst (Politiker, 1771)
Ludwig Richard Carl Wilhelm (genannt: Louis) von Zerbst (* 26. Oktober 1771 in Zerbst; † 16. Juli 1853 ebenda) war ein deutscher Gutsbesitzer, Kammerjunker und Politiker.

## Leben
Von Zerbst war der Sohn von Johann Carl Amandus von Zerbst (* 21. März 1725 in Hundeluft bei Zerbst (heute Coswig); † 23. Dezember 1795 in Zerbst). Der Vater war Herr auf Roffhausen (Herrschaft Jever), (1780) auch Herr auf Klein-Weißandt (heute Südliches Anhalt), Fürstlich anhalt-zerbstscher Kammerjunker, (1764) Fürstlich anhalt-zerbstscher Oberstallmeister und Offizier. So war er (1761) Major und Kommandant des Fürstlich Anhaltischen Infanterie-Regiments, des K.K. und Fürstlich anhalt-zerbstschen Infanterie-Regiments Obrist-Lieutenant und Kommandant.
Die Mutter war Maria Amalia Philippina Wilhelmina von Zerbst (* 1745; † 7. Februar 1776 in Zerbst), die Nichte des Vaters Amandus von Zerbst und Tochter des Carl Georg Adolph von Zerbst (* 5. August 1695 in Klein Glien; † 9. Oktober 1769 in Arolsen) und dessen Ehefrau Antonetta geborene von Ziegler. Sein Onkel, Louis von Zerbst war Regierungschef in Waldeck-Pyrmont.
Er war evangelisch und heiratete Johanna Wilhelmine Seickal [Sentel]. Der gemeinsame Sohn Georg Ludwig Carl Wilhelm von Zerbst (* 26. September 1807 in Zerbst; † 10. Januar 1889 in Dessau), wurde von 1863 bis 1865 für die Ritterschaft Mitglied des Landtags des Herzogtums Anhalt (liberal) und war von 1863 bis 1868 Herzoglich anhaltischer Regierungs-Präsident und Staatsminister (Finanzminister).
Von Zerbst lebte als Herr auf Goddelsheim II und Klein-Weißandt. (1824) war das Gut Goddelsheim II an Landstand Georg Wagener verpachtet. Vom 3. Juli / 22. Oktober 1814 bis (de jure) 14. Juni 1848 war er Mitglied des Landstandes des Fürstentums Waldeck für die Ritterschaft (Goddelsheim II/von Zerbstsches Gut). Er war Kammer- und Jagdjunker in Zerbst.